# Commune fusionnée de Prüm
La commune fusionnée de Prüm est une municipalité allemande située dans le land de Rhénanie-Palatinat et l'arrondissement d'Eifel-Bitburg-Prüm.

Localisation de la Verbandsgemeinde de Prüm dans l'arrondissement d'Eifel-Bitburg-Prüm